# Ned’s Atomic Dustbin
Ned’s Atomic Dustbin ist eine britische Rockband aus Stourbridge.

## Werdegang
Sie spielen eine Mischung aus Punk, Funk und Fusion. Auf einem Konzert der Band lernten sich zwei der zukünftigen Mitglieder der schottischen Band Mogwai kennen.

## Diskografie

### Alben
| Jahr | Titel           | Höchstplatzierung, Gesamtwochen, AuszeichnungChartsChartplatzierungen (Jahr, Titel, Platzierungen, Wochen, Auszeichnungen, Anmerkungen) | Anmerkungen |
| Jahr | Titel           | UK | Anmerkungen |
| ---- | --------------- | --- | ----------- |
| 1990 | Bite            | UK72 (1 Wo.)UK | Chapter 22  |
| 1991 | God Fodder      | UK4 Silber · (5 Wo.)UK | Columbia    |
| 1992 | Are You Normal? | UK13 (2 Wo.)UK | Columbia    |

Weitere Alben
- 1992: And Besides... (nur in Japan)
- 1994: 0.522 (Kompilation)
- 1995: Brainbloodvolume (Work)
- 1998: Intact (Sony, Kompilation)
- 2001: One More, No More (Gig, Livealben)
- 2003: Terminally Groovy: The Best of Ned’s Atomic Dustbin (Kompilation)
- 2004: Session (Shakedown, Kompilation)
- 2007: Some Furtive Years: A Ned’s Anthology (Kompilation)
- 2009: Reunited: 21 Years 21 Songs (Livealbum)
- 2015: KYTV 25: Live at Koko (Livealbum)

### Singles
| Jahr | Titel Album                                                  | Höchstplatzierung, Gesamtwochen, AuszeichnungChartsChartplatzierungen (Jahr, Titel, Album, Platzierungen, Wochen, Auszeichnungen, Anmerkungen) | Anmerkungen |
| Jahr | Titel Album                                                  | UK | Anmerkungen |
| ---- | ------------------------------------------------------------ | --- | ----------- |
| 1990 | The Ingredients                                              | UK92 (2 Wo.)UK | EP          |
| 1990 | Kill Your Television God Fodder                              | UK53 (3 Wo.)UK |             |
| 1990 | Until You Find Out God Fodder                                | UK51 (2 Wo.)UK |             |
| 1991 | Happy God Fodder                                             | UK16 (5 Wo.)UK |             |
| 1991 | Trust                                                        | UK21 (4 Wo.)UK |             |
| 1992 | Not Sleeping Around Are You Normal?                          | UK19 (3 Wo.)UK |             |
| 1992 | Intact Are You Normal?                                       | UK36 (6 Wo.)UK |             |
| 1995 | All I Ask of Myself Is That I Hold Together Brainbloodvolume | UK33 (2 Wo.)UK |             |
| 1995 | Stuck Brainbloodvolume                                       | UK64 (2 Wo.)UK |             |
| 2006 | Hibernation                                                  | UK92 (1 Wo.)UK |             |

Weitere Singles
- 1991: Grey Cell Green (US-Single)
- 1992: Live In Wolverhampton (nur in Frankreich veröffentlichte Live-Single)
- 1993: Walking Through Syrup
- 1993: Saturday Night
- 1995: The Black Dog and Beaumont Hannant Remixes (Remix-EP)

### Videoalben
- 1991: Nothing Is Cool
- 1993: Lunatic Magnets
- 2003: Shoot the Neds! In Concert
- 2007: ..Don’t Exist